# Escambray
Das Escambray-Gebirge liegt in Zentral-Kuba, südlich von Santa Clara. Höchste Erhebung des auch Macizo de Guamuhaya (von spanisch macizo „massiv“) genannten Gebirges ist der Berg San Juan mit einer Höhe von 1156 Metern über dem Meeresspiegel.

## Vegetation
Außer Kiefernwald und Weideland ist hier eine extrem artenreiche tropische Vegetation anzutreffen; in den Niederungen gedeihen auch Königspalmen.

## Tourismus und Wirtschaft
Für den Tourismus ist das dünn besiedelte Escambray-Gebirge vor allem durch seine zentrale Lage auf der Antillen-Insel interessant. Der Hanabanilla-Stausee dient nicht nur Anglern als beliebtes Ausflugsziel, er versorgt auch die Wirtschaftszentren Santa Clara, Cienfuegos und Trinidad mit Energie.

## Weblinks

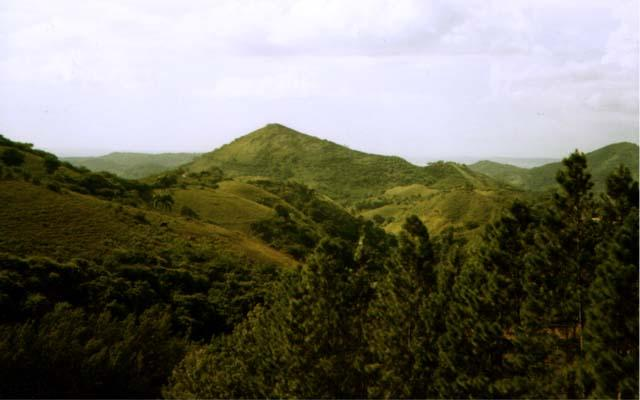
Kiefern und Weideland

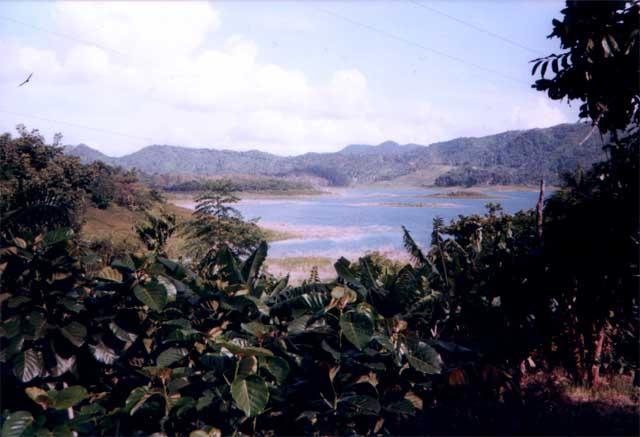
Hanabanilla-Stausee